# Новоалексієвка (Кармаскалинський район)
Новоалексі́євка (рос. Новоалексеевка, башк. Яңы Алексеевка) — присілок у складі Кармаскалинського району Башкортостану, Росія. Входить до складу Адзітаровської сільської ради.
Населення — 10 осіб (2010; 13 в 2002).
Національний склад:
- росіяни — 77 %